# Dover, New Hampshire
Dover là một thành phố quận lỵ quận Strafford trong tiểu bang New Hampshire, Hoa Kỳ. Thành phố có diện tích km², dân số theo điều tra năm 2000 của Cục điều tra dân số Hoa Kỳ là 26.884 người. Ước tính dân số năm 2009 là 28.880 người . Thành phố có Bệnh viện Wentworth-Douglas, Bảo tàng viện Woodman và Bảo tàng trẻ em New Hampshire.